# برنامج استوديو الدوحة
أطلقت اللجنة المنظمة لاحتفالات اليوم الوطني لدولة قطر شبكة برامجية اتسمت بالتنوع خلال احتفالات عام 2020 شملت برنامج استوديو الدوحة وبرنامج سعة خاطر وبرنامج تحدي وإنجاز وبرنامج 360 وياك، وقدّمت هذه الشبكة البرامجية خلال الفترة الممتدة من 14 إلى 19 ديسمبر 2020.
برنامج استوديو الدوحة هو برنامج حواري تم بثه عبر قناة دوحة 360 ومنصاتها الإعلامية المختلفة، وهو أحد البرامج التي أطلقتها اللجنة المنظمة لاحتفالات اليوم الوطني بمناسبة اليوم الوطني للدولة 2020.
البرنامج من تقديم نخبة من الإعلاميين القطريين، وقد تم استضافة مجموعة من الشخصيات المعروفة والمسؤولين بكافة قطاعات الدولة لتسليط الضوء على أهم الإنجازات وأبرزها.
اتسم برنامج استوديو الدوحة بالحضور الوطنيّ البارز الذي يعزّز لدى الجميع تلك الروح الوطنيّة، التي يجسدها تلاحم أبناء المجتمع، فضلاً عما يعكسه هذا البرنامج من تعزيز للهويّة الوطنية، بكلّ ما تحمله من مكوّنات، وفي مقدمتها الشخصيّة القطرية، التي تتسم بالتفرّد والخصوصيّة عبر الزمن.
كما يعكس البرنامج أصالة الماضي، بكل ما يحمله من عراقة وشموخ، ليستحضر سِيّر الأولين، بكل ما تسطّره حياتهم من فخر واعتزاز بما كانوا عليه، ليكون ماثلاً أمام الجيل الحالي، والأجيال القادمة.

## المقدمين
- صباح ربيعة الكواري
- أسماء الحمادي
- شايعة الفاضل
- أحمد المالكي
- حصة السويدي